# Skippy (Hund)
Skippy (später Asta) war ein Drahthaar-Foxterrier und Tierdarsteller, der in den 1930er-Jahren in zahlreichen Filmen auftrat. Der Hund wurde im Verlauf seiner Karriere sowohl als Skippy als auch als Asta angekündigt.

## Leben
Geboren wurde der Drahthaar-Foxterrier Skippy ungefähr Anfang der 1930er-Jahre. Er wurde von der ehemaligen Schauspielerin Gale Henry trainiert. Sein erster Film Der dünne Mann, in dem er 1934 den Hund Asta von William Powell als Privatdetektiv Nick Charles spielte, wurde ein großer Erfolg. Skippy war in der Rolle von Asta, dem Sidekick von William Powell und Myrna Loy, so erfolgreich, dass er offiziell den Namen Asta bekam und auch in der Fortsetzung Nach dem dünnen Mann von 1936 mitwirkte. Ob er noch in dem dritten Film Dünner Mann, 3. Fall von 1939 auftrat, ist unklar. In weiteren Filmen der Reihe wurden auf jeden Fall andere Hunde verwendet.
Für Skippy alias Asta wurden in späteren Jahren rund 250 US-Dollar in der Woche gezahlt, sein Hundetrainer hingegen bekam nur rund 60 US-Dollar. Neben den Dünnen Mann-Filmen trat er in Die schreckliche Wahrheit auf, in dem sich Irene Dunne und Cary Grant während ihres Scheidungsverfahrens nicht über das Sorgerecht für den gemeinsamen Hund einigen können. Ein Jahr später spielte Grant wieder mit Skippy in Leoparden küßt man nicht. Skippy verbuddelt dort den wertvollen Knochen eines Brontosaurus. Weitere Filme waren unter anderem The Big Broadcast of 1936 und Topper geht auf Reisen.
Asta wurde um 1939 aus dem Filmgeschäft abgezogen.